# 埔上站
埔上站位于福建省南平市顺昌县埔上镇，建于1956年。距鹰潭站219公里，距厦门站475公里。现为四等站。客运办理旅客乘降、行李包裹托运，货运办理整车、零担货物发到。